# Raketenversuchsgelände Vidsel

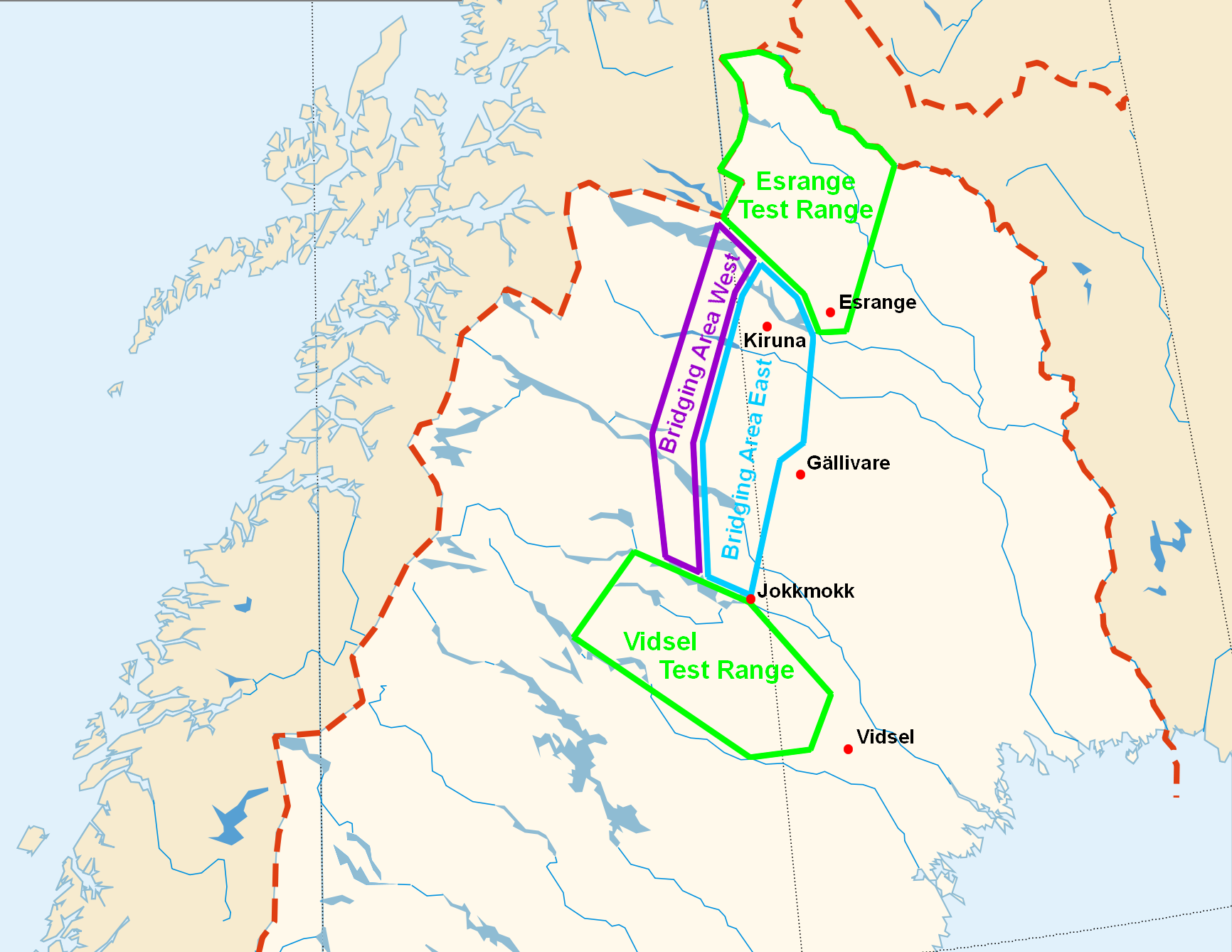
Lage der Vidsel Missile Test Range und Einbindung in die NEAT

Das Raketenversuchsgelände Vidsel (schwedisch Robotförsöksplats Norrland, RFN) ist ein Versuchsgelände in Nordschweden für Flugzeuge und Lenkwaffen, nahe dem Ort Vidsel. Das Testgelände ist seit 1958 in Betrieb und Teil des Versuchsgeländes Vidsel. Es gliedert sich in die Basis mit Flugplatz (2300 m Startbahn) und ein ungefähr 40 km entferntes Sperrgebiet mit ca. 1650 km², in dem auch scharfe Waffentests durchgeführt werden. Der gesamte umliegende Luftraum ist gesperrt.
Folgende Lenkwaffen wurden auf dem Versuchsgelände getestet: AMRAAM, Meteor, IRIS-T, BAMSE, Taurus, Storm Shadow.
Auf dem Gelände befindet sich auch das RFN Museum.
Das Raketenversuchsgelände ist Teil des Versuchsgeländes Vidsel, auf dem sich auch die European Space and Sounding Rocket Range befindet.